# Distretto di Ocongate
Il distretto di Ocongate è uno dei dodici distretti della  provincia di Quispicanchi, in Perù. Si trova nella regione di Cusco.